# Ринг

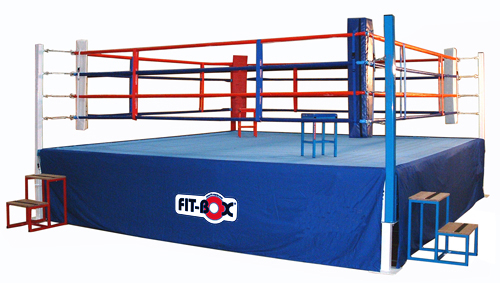
Боксерський ринг

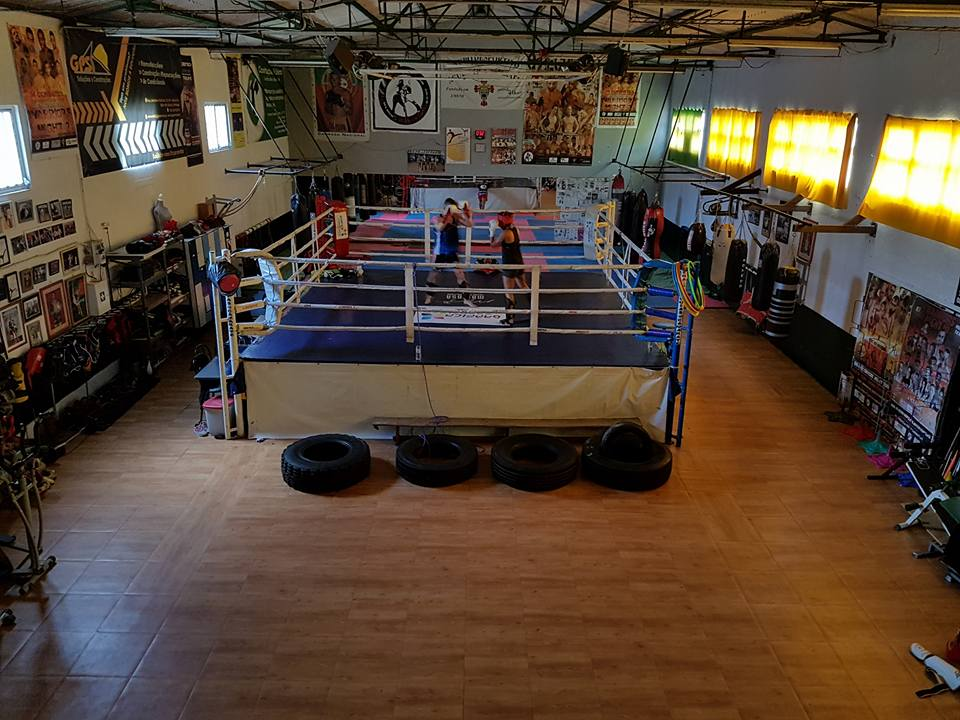
Тренувальний бій на рингу

Боксе́рський ринг — спеціально підготовлений майданчик для проведення поєдинків з боксу і деяких інших видів бойових мистецтв. У тренувальній залі облаштування рингу допускається здійснювати прямо на підлозі. У змагальному приміщенні ринг, як правило, розташовується на спеціальному підвищенні (подіумі) висотою до одного метра.